# Porterandia macroptera
Porterandia macroptera là một loài thực vật có hoa trong họ Thiến thảo. Loài này được (Miq.) Tirveng. mô tả khoa học đầu tiên năm 2003.